# Jean-Pierre Verheggen
Jean-Pierre Verheggen, né le 6 juin 1942 à Gembloux et mort le 8 novembre 2023 à Wavre, est un écrivain et poète belge de langue française.

## Biographie

### Parcours
Jean-Pierre Verheggen participe dans les années 1970 à TXT, revue d'avant-garde radicale de l’entreprise « textuelle », avec notamment Christian Prigent, qui parle à son sujet d'une « forme carnavalesque » d'écriture.
Il fut professeur de français à l'Athénée Royal de Gembloux pour les trois premières années de l'enseignement secondaire. En 1990, il est conseiller du ministre de la culture Bernard Anselme, et en 1992, chargé de mission spéciale à la « promotion des Lettres françaises de Belgique ».

### Travail littéraire
Entre humour et dérision, sa poésie est une poésie orale, un incessant remaniement de la langue qui avec calembours, dérision et trivialité ne manque pas de truculence et ne craint pas l'obscénité. Mais les décharges et « mitraques » (selon son terme) de ce rire, mêlant cruauté et volupté, s'accompagnent aussi d'une violence négative à l'égard de toutes les illusions politiques, sociales et langagières, contre tous les rites verbaux de la société aliénante : « Mon écriture, dit Verheggen, remonte au déluge, à ce vaste orage intérieur, fou et illettré. »
L'Alphabet des lettres françaises de Belgique définit ainsi sa poésie :

« Sa poésie est avant tout une parodie de la poésie, une critique radicale de l'idéologie que véhicule ce genre et un pastiche burlesque de ses conventions. À partir de là, il développe dès 1968 le concept de réécriture et en applique les effets à des champs d'investigation plus larges, allant de la bande dessinée à la langue politique la plus stéréotypée, en passant par la perversion d'un langage par un autre, en l'occurrence du français classique et scolaire par son wallon maternel, sauvage et sexuel. »

En 1995, il est lauréat de l'un des Grands Prix de l'humour noir pour Ridiculum vitæ et pour l'ensemble de son œuvre.
En 2005, il publie Portraits crachés, un recueil de portraits de personnalités belges réelles et imaginaires (d'Adamo à Tintin), en collaboration avec Pierre Kroll, Dubus, Kanar, Johan De Moor, Nix, Frédéric Jannin, Xavier Löwenthal, André Stas, Juan d'Oultremont.
En 2009, L'Oral et Hardi de Jean-Pierre Verheggen, joué et mis en scène par Jacques Bonnaffé, est récompensé d'un « Molière » dans la catégorie « meilleure compagnie ».
Le 12 juin 2011, Jean-Pierre Verheggen est le lauréat du prix Robert Ganzo de poésie lors du festival du livre et du film Étonnants Voyageurs à Saint-Malo pour l'ensemble de son œuvre et son dernier recueil intitulé Poète bin qu'oui, poète bin qu'non ? (Gallimard).

### Décoration
- Commandeur du Mérite wallon (C.M.W.) (2023)[7]

## Œuvres
- La Grande Mitraque, éd. Henry, Bruxelles, 1968 ; éditions L'Arbre à paroles, Amay, 1995
- Le Grand Cacaphone, Chambelland, 1974, préface de Norge
- Le Degré Zorro de l'écriture, éditions Christian Bourgois, Paris, 1978
- Divan le Terrible, éditions Christian Bourgois, Paris, 1979
- Vie et mort pornographiques de madame Mao, éditions Hachette, Paris, 1981
- Ninietzsche, peau d'chien, Avila/Limage 2, coll. « TXT », Paris, 1983
- Stabat mater, Cadex, Montpellier, 1986
- Les Folies belgères, éditions du Seuil, coll. « Point-Virgule » V 82, Paris, 1990
- Artaud Rimbur, éditions de la Différence, Paris, 1990 et 1994 — prix triennal de poésie de la Communauté française de Belgique 1992
- Pubères, putains, Stabat mater, Porches, porchers, Labor, coll. « Espace Nord », no 64, Bruxelles, 1991
- Avec Nestor Salas, Orthographe 1er, roi sans faute, éditions du Seuil, Petit Point no 24, Paris, 1992
- Ridiculum vitæ, éditions de la Différence, Paris, 1994
- Opéré bouffe, Cadex, Montpellier, 1998
- Entre zut et zen, éd. de la Différence, Paris, 1999
- Ridiculum vitæ précédé de Artaud Rimbur, préface de Marcel Moreau, Poésie/Gallimard, Paris, 2001
- On n'est pas sérieux quand on a 117 ans : zuteries, éditions Gallimard, Paris, 2001
- Gisella, poèmes, éditions du Rocher, coll. « Anatolia », Paris, 2004
- Du même auteur chez le même éditeur, Gallimard, Paris, 2004
- Collectif, Amour, j'écris ton nom, Éditions Couleur livres, Charleroi, 2005
- Portraits crachés, éditions Le Somnambule équivoque, Liège, 2005
- L'Idiot du Vieil-Âge : (Excentries), Gallimard, Paris, 2006
- Phallus et Morilles, éd. Artgo & Cie, Bruxelles, Forcalquier, 2009
- Sodome et Grammaire, Gallimard, coll. « Hors Série Littérature », Paris, 2008
- Poète bin qu'oui, poète bin qu'non ?, Gallimard, Paris, 2011  (ISBN 978-2-07-013281-2)
- Un jour, je serai Prix Nobelge, Gallimard, coll. « Hors Série Littérature », Paris, 2013  (ISBN 978-2-07-014084-8)
- Ça n'langage que moi, Gallimard, Paris, 2015
- Ma petite poésie ne connaît pas la crise, Gallimard, Paris, 2017
- Pubers, pietenpakkers - Pubères, putains, traduction en néerlandais, éditions L'Âne qui butine, 2018
- Le Sourire de Mona Dialysa, Paris, Gallimard, 2023